# كلوي (فلم)
كلوي (بالإنجليزية: Chloe) هو فيلم دراما أمريكي من إخراج أتوم أجويان وبطولة جوليان مور، ليام نيسون وأماندا سيفريد. صدر الفيلم في الولايات المتحدة في 26 مارس 2010.